# Lanerossi
Lanerossi è uno storico marchio tessile italiano.
In origine marchio di fabbrica del Lanificio Rossi di Schio, sorto nel XIX secolo, divenne la maggiore industria italiana del settore nel XX secolo e accrebbe la sua notorietà quando legò il nome alla maggior società calcistica della città di Vicenza, che divenne nota come L.R. Vicenza che raggiunse il secondo posto in serie A nella stagione 1977-78.
Dal 1987 il marchio è parte del Gruppo Marzotto che lo impiega nel campo della progettazione, produzione e commercializzazione di accessori tessili e tessuti per arredamento.

## Storia

Uno dei loghi utilizzati sotto la gestione Marzotto.

Le Industrie Rossi sorsero nel 1817 per opera di Francesco Rossi. Rossi, che era originario della contrada Oneste (chiamata localmente contrà Rossi) di Conco, si trasferì a Schio e nel 1849 cedette la gestione del lanificio al figlio, Alessandro Rossi. Quest'ultimo nel corso degli anni lo trasformò in una delle maggiori industrie nazionali, diventando il punto di riferimento attorno al quale ruotavano tutte le attività economiche della città scledense.
Conseguentemente nel 1873 l'impresa fu trasformata in una società per azioni, il Lanificio Rossi s.p.a., quotata alla borsa di Milano.
All'inizio del Novecento il Lanificio Rossi era la maggiore impresa laniera italiana, con numerosi stabilimenti nel vicentino; di particolare importanza oltre a quelli di Schio erano quelli di Piovene Rocchette a cui si aggiunsero col tempo anche quelli di Torrebelvicino, Pievebelvicino (una frazione di Torrebelvicino), Dueville, Marano Vicentino, Vicenza, Montorio Veronese. Sulla spinta dell'impresa sorsero molte iniziative collaterali: i quartieri operai, i dopolavoro e molte opere sociali. La Lanerossi produceva vari tipi di tessuti di lana destinati ai più svariati scopi: dagli abiti, ai panni, coperte, filati per aguglieria e utilizzi industriali, che era in grado di commerciare in tutto il mondo attraverso una capillare rete vendita in USA, URSS, Germania, Polonia, Sud Africa, Canada.
Nonostante questo, in pieno boom economico, a causa di scelte di gestione sbagliate Lanerossi visse un periodo di crisi nel triennio 1955-1957. Per risollevare il lanificio e ristrutturarlo venne chiamato nel 1956 a svolgere l'incarico di presidente e consigliere delegato Giuseppe Eugenio Luraghi. Luraghi riuscì in brevissimo tempo a ottenere risultati eccellenti, arrivando nel 1959 ad un fatturato di 23 miliardi di lire con circa 10.000 dipendenti.
Nel 1987 Lanerossi venne acquisita dal concorrente Gruppo Marzotto, con conseguente cancellazione dal listino di borsa. Il marchio è rimasto attivo con una linea di accessori e tessuti da arredo.

## Gli stabilimenti industriali di Schio

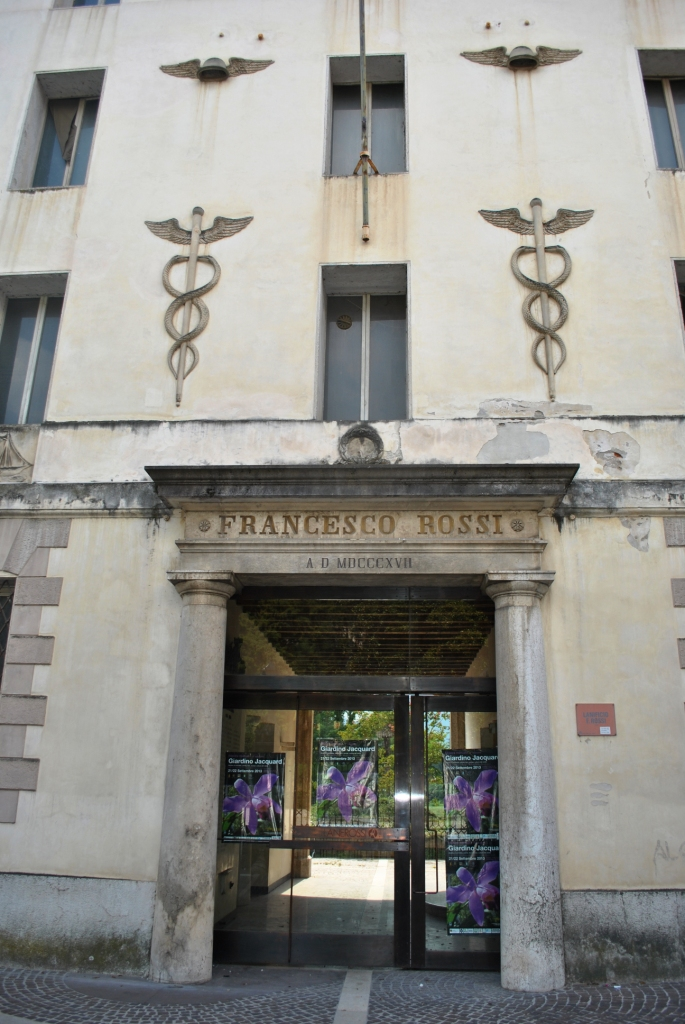
Particolare della facciata dello stabilimento "Francesco Rossi" del 1849

L'azienda fu fondata nel 1817 da Francesco Rossi con i primi insediamenti produttivi costruiti lungo la Roggia Maestra, utilizzata per ottenere la forza motrice necessaria per le fasi di lavorazione.
Nel 1849 fu costruita poco distante la Francesco Rossi, con il suo prospetto principale in Via Pasubio, utilizzata negli anni seguenti come palazzina uffici. La costruzione di quattro piani presenta in facciata vari ornamenti: caducei, elmi alati di Mercurio, bassorilievi raffiguranti navi, montoni, ancore.
Nel 1864 venne edificata la Fabbrica Alta, maestosa costruzione in cotto e pietra di sei piani. Nel periodo 1866/68 venne edificata, al posto di un ulteriore edificio identico alla Fabbrica Alta così come previsto dal progetto originario, una tessitura-filatura di nove campate a shed (cioè a "dente di sega"), demolite negli anni sessanta. Nel corso del Novecento la vasta area posta ad ovest dei primi stabilimenti - denominata Area Lanerossi - fu via via edificata con nuovi opifici, interessando complessivamente un'area di oltre 143.000 metri quadrati. Tra gli edifici più interessanti vanno evidenziati:
- La centrale termoelettrica con ciminiera del 1922
- La centrale idroelettrica costruita lungo il corso della Roggia Maestra e intitolata a Umberto I di Savoia
- Lo stabile per assortissaggio del 1960, poi sede dell'Archivio Storico Lanerossi

Tra il 1966 e il 1967 tutti gli impianti produttivi vennero trasferiti nei nuovi grandi stabilimenti edificati fuori dal centro abitato, nella campagna posta a est del centro urbano scledense che inaugurarono di fatto la futura zona industriale di Schio
In seguito al trasferimento presso i nuovi stabilimenti, tutti gli edifici dell'Area Lanerossi vennero svuotati e chiusi.

## Sport

Giulio Savoini e Vinicio indossano la maglia del Vicenza su cui spicca il logo della Lanerossi

Lanerossi è stata fra le prime aziende italiane a dedicarsi al mecenatismo calcistico, insieme ad altre realtà vicentine come la Marzotto a Valdagno e la Pellizzari ad Arzignano. Negli anni quaranta le squadre di Schio e di Piovene assunsero il nome di Lanerossi. 
Nel giugno del 1953 Lanerossi acquistò la società calcistica del capoluogo berico, trasformandola di fatto in una propria divisione. Da allora l'abbinamento proseguirà con successo formalmente fino al 1990 (anche se la "R" scomparve dalle maglie biancorosse già nel 1989 quando la società cambiò denominazione in Vicenza Calcio), ben oltre la legalizzazione delle sponsorizzazioni in Italia, e finendo per radicarsi stabilmente nella tradizione sportiva berica.
Nella stagione 2001-2002 la storica "R" è tornata una prima volta, momentaneamente, sulle casacche vicentine in occasione del centenario della società, per poi ritornare a essere stabilmente presente dal 2006 come secondary logo sulle maglie.
Nel luglio 2018, dopo l'acquisto del L.R. Vicenza da parte di Renzo Rosso, la R del Lanerossi è tornata a essere l'elemento cardine della simbologia sociale.
Negli anni 1980 il marchio Lanerossi sponsorizzava altresì la Pallacanestro Femminile Schio.
Nel 1892 il Conte Rossi è il primo italiano ad acquistare una Peugeot, importando la Type 3 direttamente dalla Francia.